# Werner Gase
Werner Gase (* 28. November 1939; † 1995) war Fußballspieler in Leipzig. Zwischen 1958 und 1969 spielte er für den SC Lokomotive, den SC Leipzig und den 1. FC Lokomotive in der DDR-Oberliga, der höchsten Spielklasse im DDR-Fußball. Gase ist mehrfacher Junioren- und Nachwuchsnationalspieler.

## Laufbahn als Fußballspieler

### SC Lok Leipzig
Als Gase im Sommer 1956 in den Kader der DDR-Juniorennationalmannschaft berufen wurde, war der SC Lokomotive Leipzig sein Heimatclub. Mit den DDR-Junioren bestritt er bis 1958 13 Länderspiele, in denen er in der Regel als Rechtsaußenstürmer eingesetzt wurde. Zu Torerfolgen kam er nicht. 1958 kam er als 18-Jähriger beim SC Lok erstmals in der DDR-Oberliga zum Einsatz. Er ersetzte den bisherigen Stammangreifer Werner Walther, der sich langfristig verletzt hatte. Sein erstes Oberligaspiel bestritt Gase am 17. August 1958 im Leipziger Lokalderby des 15. Spieltages SC Rotation – SC Lok (2:4), in dem er als rechter Stürmer eingesetzt wurde. Bis auf den letzten Spieltag bestritt er alle folgenden Punktspiele und kam so in seiner ersten Oberligasaison auf elf Einsätze, bei denen er drei Tore erzielte. Außerdem wurde er im 1958er Pokalendspiel SC Einheit Dresden – SC Lok (2:1 n. V.) aufgeboten, wo er auf der Position des halbrechten Angreifers spielte. Er wurde auch in den beiden Messepokalspielen der Saison 1958/60 gegen den belgischen Klub Royale Union Saint-Gilloise (1:6, 1:0) in der Stadtmannschaft Leipzigs eingesetzt. Gase blieb bis zum Ende Saison 1962/63 Stammspieler im Angriff des SC Lok Leipzig. Von 1959 bis 1960 gehörte er zum Aufgebot der DDR-Nachwuchs-Nationalmannschaft, für die er fünf Länderspiele bestritt. Als der SC Lok im Sommer 1963 aufgelöst wurde, hatte Gase 122 Oberligapunktspiele und 12 Meisterschaftstore auf seinem Konto.

### SC Leipzig
Nach Abschluss der Saison 1962/63 wurde der Leipziger Klubfußball neu geordnet und im SC Leipzig und in der BSG Chemie Leipzig weitergeführt. Der Fußballsektion des SC wurden die vermeintlich besten Spieler der beiden aufgelösten Clubs zugeführt, unter ihnen befand sich auch Werner Gase. Auch unter dem neuen Trainer Rudolf Krause hatte er wieder einen Stammplatz sicher, wurde aber im Laufe der Spielzeit 1963/64 zum Linksaußenstürmer umfunktioniert. Von den 26 ausgetragenen Punktspielen bestritt er 20 Partien und war mit seinen vier Toren einer der treffsichersten SCL-Spieler. Die Saison endete mit einer Überraschung, denn Chemie Leipzig, der so genannte „Rest von Leipzig“ gewann die Meisterschaft, während der hoch gehandelte SC Leipzig nur auf Platz 3 landete. Gase hatte bereits während der letzten drei Punktspiele gefehlt und kam in der folgenden Saison 1964/65 überhaupt nicht zum Einsatz.

### 1. FC Lok Leipzig
Zu Beginn der Spielzeit 1965/66, in deren Verlauf die Fußballsektion des SCL in den 1. FC Lokomotive Leipzig überführt wurde, war Gase wieder vom 1. Spieltag an mit von der Partie und bestritt unter dem neuen Trainer Günter Konzack bis zum 14. Spieltag zehn Oberligapunktspiele. Er spielte abwechselnd als Linksaußen und Mittelstürmer. Anschließend fiel er erneut für einen längeren Zeitraum aus, 1966/67 kam er nur dreimal in der Oberliga zum Einsatz. In der Saison 1967/68 tauchte Gase wieder im Oberligakader des 1. FC Lok auf. Vom 3. Spieltag an ersetzte er den nicht mehr einsatzbereiten Mittelstürmer Dieter Engelhardt und kam bis zum Saisonende auf 21 Oberligaeinsätze, allerdings ohne Torerfolg. Zu Beginn der Spielzeit 1968/69 war Gase 28 Jahre alt. Trainer Hans Studener hatte ihn aus dem Oberliga-Aufgebot gestrichen und Gase kam als Einwechselspieler nur in drei Oberligaspielen zum Einsatz. Nach Abschluss der Saison stand der 1. FC Lok als Absteiger aus der Oberliga fest und Gase beendete seine Laufbahn als Leistungssportler. Nachdem er für den SC Leipzig und den 1. FC Lok weitere 57 Oberligaspiele bestritten hatte, hatte sich die Zahl der Einsätze in der höchsten Spielklasse auf 179 erhöht, sein Torekonto war auf 18 angestiegen. Er bestritt außerdem 17 Europapokalspiele. 